# Жёлто-красный древолаз
Жёлто-красный древолаз (лат. Oophaga occultator) — вид бесхвостых земноводных семейства древолазов (Dendrobatidae).

## Распространение
Этот вид известен только из небольшой области на западе департамента Каука, Колумбия, на высоте между 50 и 200 м над уровнем моря, но и там встречается очень редко.

## Образ жизни
Эти амфибии живут в основном на земле, но также встречается на листьях на различных уровнях. Информация об их поведении отсутствует. Во время размножения откладывают яйца на землю, а затем переносят головастиков в фитотельматах бромелий. Там головастики плавают до тех пор, пока не подрастут, а потом покидают своё жилище.